# Ernst Ulrich von Weizsäcker
Pour les articles homonymes, voir Weizsäcker.
Ernst Ulrich von Weizsäcker, né le 25 juin 1939 à Zurich, est un physicien, biologiste et politicien allemand. Il est le fils de Carl Friedrich von Weizsäcker et le neveu de l'ancien président allemand Richard von Weizsäcker.

## Biographie
Il crée et préside (entre 1991 et 2000) l'Institut de Wuppertal pour le climat, l'environnement et l'énergie et il est membre du Club de Rome depuis 2001.
Il soutient l'idée de la nécessité de l'augmentation du prix de l'énergie pour augmenter l'efficience énergétique, ainsi que l'importance de réduire l'empreinte écologique en réduisant la consommation d'eau et d'autres ressources.
En 2001, il a reçu le prix Takeda, et en 2008 le prix pour l’environnement de la Fondation fédérale allemande pour l’environnement.

## Ouvrages
- Facteur 4 (avec Amory B. Lovins et L. Hunter Lovins), 1997  (ISBN 2904082670)
- Les limites de la privatisation (Limits to Privatization: How to Avoid Too Much of a Good Thing, avec Oran R. Young, Matthias Finger, Club de Rome), 2005  (ISBN 1844071774)
- Facteur 5, 2010  (ISBN 3426274868)